# Badminton-Afrikameisterschaft 2004
Die Badminton-Afrikameisterschaft 2004 war die zwölfte Auflage der Titelkämpfe im Badminton auf dem afrikanischen Kontinent. Sie fand vom 18. bis 24. April 2004 auf Mauritius statt.

## Austragungsort
- National Badminton Centre, Rose-Hill

## Medaillengewinner
| Disziplin    | Gold                                | Silber                           | Bronze                                |
| ------------ | ----------------------------------- | -------------------------------- | ------------------------------------- |
| Herreneinzel | Dotun Akinsanya                     | Olivier Fossy                    | Chris Dednam                          |
| Herreneinzel | Dotun Akinsanya                     | Olivier Fossy                    | Ibrahim Adamu                         |
| Dameneinzel  | Michelle Edwards                    | Chantal Botts                    | Amrita Sawaram                        |
| Dameneinzel  | Michelle Edwards                    | Chantal Botts                    | Susan Ideh                            |
| Herrendoppel | Johan Kleingeld Chris Dednam        | Dotun Akinsanya Abimbola Odejoke | Stewart Carson Dorian James           |
| Herrendoppel | Johan Kleingeld Chris Dednam        | Dotun Akinsanya Abimbola Odejoke | Stephan Beeharry Yogeshsingh Mahadnac |
| Damendoppel  | Michelle Edwards Chantal Botts      | Miriam Sude Grace Daniel         | Juliette Ah-Wan Shirley Etienne       |
| Damendoppel  | Michelle Edwards Chantal Botts      | Miriam Sude Grace Daniel         | Amrita Sawaram Karen Foo Kune         |
| Mixed        | Greg Orobosa Okuonghae Grace Daniel | Stephan Beeharry Shama Aboobakar | Johan Kleingeld Marika Daubern        |
| Mixed        | Greg Orobosa Okuonghae Grace Daniel | Stephan Beeharry Shama Aboobakar | Dorian James Michelle Edwards         |
| Team         | Südafrika                           | Nigeria                          | Mauritius                             |
| Team         | Südafrika                           | Nigeria                          | Seychellen                            |

## Herreneinzel
- Abimbola Odejoke –  Eli Mambwe: 15-13 / 15-3
- Ivan Karimunda –  Kabelo Mosinyi: 15-11 / 15-9
- Ibrahim Nyanzi -  Isayas Tesfagiorgis: 15-4 / 15-1
- Kiran Baboolall -  Musawenkhosi Mnisi: 15-1 / 15-3
- Thierry Bellepeau –  Mohamed Twaha Jin: 15-5 / 15-11
- Greg Orobosa Okuonghae - Stephane Hoareau: 15-2 / 15-5
- Olivier Fossy –  Mohamed Elsead: 15-6 / 15-1
- Rabie Boumassa -  Hebron Mhreteab: 15-2 / 15-0
- Godwin Mathumo –  Slimane Khabou: 15-6 / 15-9
- Nahom Mesfun -  Nick Malaza: 15-6 / 15-9
- Stephane Wanquet –  Peter M. Kamau: 15-6 / 14-15 / 15-7
- Ola Fagbemi –  Mostafa Amin: 15-5 / 15-2
- Nicholas Jumaye –  Manual-Clement Assing: 15-10 / 15-6
- Ibrahim Adamu –  Mpina Resenotse: w.o.
- Chris Dednam –  Sherif Gaffer: 15-4 / 15-9
- Abimbola Odejoke –  Karim Rezig: 13-15 / 15-10 / 15-1
- Steve Malcouzane –  Vishal Sawaram: 17-15 / 15-4
- Stephan Beeharry –  Edwin Ekiring: 15-10 / 10-15 / 15-11
- Kiran Baboolall - Thierry Bellepeau: 17-16 / 15-10
- Yogeshsingh Mahadnac –  Neeresh Ramtohul: 15-4 / 15-9
- Olivier Fossy –  Greg Orobosa Okuonghae: 15-3 / 15-11
- Ibrahim Adamu –  Rabie Boumassa: 15-4 / 15-6
- Hyder Aboobakar –  Abraham Wogute: 15-11 / 15-7
- Godwin Mathumo -  Nahom Mesfun: 15-3 / 15-2
- Stewart Carson –  Slimane Haroune: 15-1 / 15-6
- Ola Fagbemi - Stephane Wanquet: 15-8 / 15-6
- Georgie Cupidon –  Ait Adel Dahmane: 15-7 / 15-4
- Nicholas Jumaye –  Kamel Haroun: 15-9 / 15-13
- Dotun Akinsanya –  Edicha Ocholi: 15-7 / 17-14
- Ibrahim Nyanzi –  Ivan Karimunda: w.o.
- Chris Dednam –  Abimbola Odejoke: 15-12 / 15-11
- Steve Malcouzane –  Ibrahim Nyanzi: 15-10 / 15-0
- Stephan Beeharry –  Kiran Baboolall: 15-12 / 15-8
- Olivier Fossy –  Yogeshsingh Mahadnac: 15-4 / 15-4
- Ibrahim Adamu –  Hyder Aboobakar: 15-13 / 14-17 / 15-11
- Stewart Carson –  Godwin Mathumo: 15-3 / 15-0
- Ola Fagbemi –  Georgie Cupidon: 15-0 / 15-6
- Dotun Akinsanya –  Nicholas Jumaye: 15-5 / 15-4
- Chris Dednam –  Steve Malcouzane: 15-4 / 15-8
- Olivier Fossy –  Stephan Beeharry: 15-6 / 15-5
- Ibrahim Adamu –  Stewart Carson: 3-15 / 15-12 / 15-7
- Dotun Akinsanya –  Ola Fagbemi: 15-4 / 15-8
- Olivier Fossy –  Chris Dednam: 15-12 / 15-12
- Dotun Akinsanya –  Ibrahim Adamu: 15-8 / 15-5
- Dotun Akinsanya –  Olivier Fossy: 5-15 / 15-10 / 15-6

## Dameneinzel
- Alaa Youssef -  Hlobisile Kgomo: 11-0 / 11-0
- Souhila Menaceri –  Helen Luziika: 11-4 / 11-3
- Michelle Edwards –  Jean Mabiza: 11-8 / 11-3
- Fiona Ssozi -  Sofia Hayleab: 11-2 / 11-0
- Grace Daniel –  Fiona Nakalema: 11-1 / 11-1
- Shirley Etienne –  Marlyse Marquer: 11-4 / 11-3
- Amrita Sawaram –  Edith Wamalwa: 11-2 / 11-1
- Malika Menaceri –  Reitumetse Modisenyane: 11-1 / 11-3
- Anusha Dajee - Lynda Pothin: 11-1 / 11-6
- Alaa Youssef –  Maria Mohambi: 11-1 / 11-0
- Juliette Ah-Wan –  Souhila Menaceri: 11-0 / 11-2
- Shama Aboobakar –  Priscilla Pillay-Vinayagam: 11-7 / 11-7
- Maryam Sude –  Danielle Jupiter: 11-2 / 11-0
- Chantal Botts –  Kgomotso Tsheole: 11-2 / 11-0
- Susan Ideh -  Mkhatshwa Dumsile: 11-0 / 11-0
- Marika Daubern –  Hadia Hosny: 11-0 / 11-5
- Sara Naidji –  Rita Njeri Ndungu: 11-5 / 11-2
- Karen Foo Kune –  Annari Viljoen: 11-0 / 11-7
- Michelle Edwards –  Fiona Ssozi: 11-0 / 11-0
- Grace Daniel –  Shirley Etienne: 11-5 / 11-0
- Amrita Sawaram –  Malika Menaceri: 11-2 / 11-1
- Anusha Dajee –  Alaa Youssef: 11-5 / 11-8
- Juliette Ah-Wan –  Shama Aboobakar: 11-4 / 9-11 / 11-6
- Chantal Botts –  Maryam Sude: 11-2 / 11-6
- Susan Ideh –  Marika Daubern: 8-11 / 11-6 / 11-7
- Karen Foo Kune –  Sara Naidji: 11-3 / 11-2
- Michelle Edwards –  Grace Daniel: 11-2 / 11-3
- Amrita Sawaram –  Anusha Dajee: 11-0 / 9-11 / 11-3
- Chantal Botts –  Juliette Ah-Wan: 11-4 / 11-5
- Susan Ideh –  Karen Foo Kune: 11-3 / 11-7
- Michelle Edwards –  Amrita Sawaram: 11-5 / 11-1
- Chantal Botts –  Susan Ideh: 11-9 / 11-0
- Michelle Edwards –  Chantal Botts: 11-4 / 11-2

## Herrendoppel
- Edicha Ocholi /  Ola Fagbemi –  Mostafa Amin /  Sherif Gaffer: 15-0 / 15-0
- Georgie Cupidon /  Nicholas Jumaye –  Edwin Mathmo /  Kabelo Mosinyi: 15-3 / 15-0
- Olivier Fossy /  Karim Rezig –  Lloyd Alam /  Yoni Dany Louison: 15-7 / 15-4
- Edwin Ekiring /  Abraham Wogute –  Yehya Aldel Kader /  Mohamed Elsead: 15-12 / 15-12
- Ibrahim Adamu /  Greg Orobosa Okuonghae –  Peter M. Kamau /  Mohamed Twaha Jin: 15-3 / 15-10
- Kiran Baboolall /  Vishal Sawaram –  Rabie Boumassa /  Ait Adel Dahmane: 15-1 / 15-3
- Kamel Haroun /  Slimane Khabou –  Ivan Karimunda /  Ibrahim Nyanzi: w.o.
- Neeresh Ramtohul /  Chis Umanee -  Nahom Mesfun /  Isayas Tesfagiorgis: w.o.
- Stewart Carson /  Dorian James –  Kamel Haroun /  Slimane Khabou: 15-0 / 15-0
- Edicha Ocholi /  Ola Fagbemi –  Hyder Aboobakar /  Abhinesh Dussain: 15-11 / 3-15 / 15-13
- Dotun Akinsanya /  Abimbola Odejoke –  Georgie Cupidon /  Nicholas Jumaye: 15-6 / 15-10
- Olivier Fossy /  Karim Rezig –  Manual-Clement Assing /  Pascal Hoarau: 15-12 / 15-11
- Edwin Ekiring /  Abraham Wogute - Thierry Bellepeau / Stephane Hoareau: 15-0 / 15-6
- Stephan Beeharry /  Yogeshsingh Mahadnac –  Neeresh Ramtohul /  Chis Umanee: 15-11 / 15-6
- Ibrahim Adamu /  Greg Orobosa Okuonghae -  Nick Malaza /  Musawenkhosi Mnisi: 15-0 / 15-11
- Chris Dednam /  Johan Kleingeld –  Kiran Baboolall /  Vishal Sawaram: 15-5 / 15-4
- Stewart Carson /  Dorian James –  Edicha Ocholi /  Ola Fagbemi: 17-14 / 15-6
- Stephan Beeharry /  Yogeshsingh Mahadnac –  Edwin Ekiring /  Abraham Wogute: 15-6 / 15-4
- Chris Dednam /  Johan Kleingeld –  Ibrahim Adamu /  Greg Orobosa Okuonghae: 15-7 / 15-4
- Dotun Akinsanya /  Abimbola Odejoke –  Olivier Fossy /  Karim Rezig: w.o.
- Dotun Akinsanya /  Abimbola Odejoke –  Stewart Carson /  Dorian James: 15-7 / 10-15 / 15-5
- Chris Dednam /  Johan Kleingeld –  Stephan Beeharry /  Yogeshsingh Mahadnac: 17-15 / 13-15 / 15-1
- Chris Dednam /  Johan Kleingeld –  Dotun Akinsanya /  Abimbola Odejoke: 15-2 / 15-6

## Mixed
- Kamel Haroun /  Malika Menaceri –  Ivan Karimunda /  Chen Cheng Yu: 15-0 / 15-1
- Kiran Baboolall /  Marlyse Marquer –  Karim Rezig /  Souhila Menaceri: 15-8 / 12-15 / 15-9
- Abimbola Odejoke /  Susan Ideh -  Musawenkhosi Mnisi /  Hlobisile Kgomo: 15-3 / 15-2
- Sherif Gaffer /  Hadia Hosny –  Kabelo Mosinyi /  Kgomotso Tsheole: 15-1 / 15-0
- Chris Dednam /  Annari Viljoen –  Edwin Ekiring /  Helen Luziika: 15-1 / 15-3
- Greg Orobosa Okuonghae /  Grace Daniel –  Abhinesh Dussain /  Anusha Dajee: 15-7 / 15-1
- Hyder Aboobakar /  Karen Foo Kune –  Steve Malcouzane /  Shirley Etienne: 15-2 / 15-5
- Abraham Wogute /  Edith Wamalwa –  Godwin Mathumo /  Maria Mohambi: 15-1 / 15-4
- Johan Kleingeld /  Marika Daubern –  Manual-Clement Assing /  Lynda Pothin: 15-3 / 15-6
- Mostafa Amin /  Alaa Youssef –  Peter M. Kamau /  Rita Njeri Ndungu: 15-1 / 15-2
- Yogeshsingh Mahadnac /  Amrita Sawaram –  Nicholas Jumaye /  Danielle Jupiter: 15-6 / 15-2
- Ibrahim Adamu /  Maryam Sude -  Nick Malaza /  Mkhatshwa Dumsile: 15-8 / 15-3
- Slimane Khabou /  Sara Naidji –  Mpina Resenotse /  Reitumetse Modisenyane: w.o.
- Dorian James /  Michelle Edwards –  Kamel Haroun /  Malika Menaceri: 15-1 / 15-7
- Abimbola Odejoke /  Susan Ideh –  Kiran Baboolall /  Marlyse Marquer: 15-0
- Georgie Cupidon /  Juliette Ah-Wan –  Sherif Gaffer /  Hadia Hosny: 15-4 / 15-5
- Greg Orobosa Okuonghae /  Grace Daniel –  Chris Dednam /  Annari Viljoen: 15-7 / 12-15 / 15-12
- Hyder Aboobakar /  Karen Foo Kune –  Slimane Khabou /  Sara Naidji: 15-2 / 15-3
- Johan Kleingeld /  Marika Daubern –  Abraham Wogute /  Edith Wamalwa: 15-5 / 15-3
- Yogeshsingh Mahadnac /  Amrita Sawaram –  Mostafa Amin /  Alaa Youssef: 15-2 / 15-4
- Stephan Beeharry /  Shama Aboobakar –  Ibrahim Adamu /  Maryam Sude: 15-1 / 15-7
- Dorian James /  Michelle Edwards –  Abimbola Odejoke /  Susan Ideh: 15-6 / 15-6
- Greg Orobosa Okuonghae /  Grace Daniel –  Georgie Cupidon /  Juliette Ah-Wan: 8-15 / 17-14 / 15-5
- Johan Kleingeld /  Marika Daubern –  Hyder Aboobakar /  Karen Foo Kune: 15-11 / 15-4
- Stephan Beeharry /  Shama Aboobakar –  Yogeshsingh Mahadnac /  Amrita Sawaram: 15-7 / 15-6
- Greg Orobosa Okuonghae /  Grace Daniel –  Dorian James /  Michelle Edwards: 6-15 / 15-9 / 15-8
- Stephan Beeharry /  Shama Aboobakar –  Johan Kleingeld /  Marika Daubern: 15-10 / 15-13
- Greg Orobosa Okuonghae /  Grace Daniel –  Stephan Beeharry /  Shama Aboobakar: 15-9 / 11-15 / 15-9

## Teams

### Gruppenphase

#### Gruppe A
| Team      | Pld | W | L | MF | MA | MD  | Pts |
| --------- | --- | - | - | -- | -- | --- | --- |
| Südafrika | 5   | 5 | 0 | 23 | 2  | +21 | 5   |
| Mauritius | 5   | 4 | 1 | 22 | 3  | +19 | 4   |
| Ägypten   | 5   | 3 | 2 | 13 | 12 | +1  | 3   |
| Uganda    | 5   | 2 | 3 | 12 | 13 | −1  | 2   |
| Kenia     | 5   | 1 | 4 | 5  | 20 | −15 | 1   |
| Eritrea   | 5   | 0 | 5 | 0  | 25 | −25 | 0   |

| Südafrika | 3–2 | Mauritius |
|           |     |           |
| Südafrika | 5–0 | Ägypten   |
|           |     |           |
| Südafrika | 5–0 | Uganda    |
|           |     |           |
| Südafrika | 5–0 | Kenia     |
|           |     |           |
| Südafrika | 5–0 | Eritrea   |
|           |     |           |
| Mauritius | 5–0 | Ägypten   |
|           |     |           |
| Mauritius | 5–0 | Uganda    |
|           |     |           |
| Mauritius | 5–0 | Kenia     |
|           |     |           |
| Mauritius | 5–0 | Eritrea   |
|           |     |           |
| Ägypten   | 3–2 | Uganda    |
|           |     |           |
| Ägypten   | 5–0 | Kenia     |
|           |     |           |
| Ägypten   | 5–0 | Eritrea   |
|           |     |           |
| Uganda    | 5–0 | Kenia     |
|           |     |           |
| Uganda    | 5–0 | Eritrea   |
|           |     |           |
| Kenia     | 5–0 | Eritrea   |
|           |     |           |

#### Gruppe B
| Team       | Pld | W | L | MF | MA | MD  | Pts |
| ---------- | --- | - | - | -- | -- | --- | --- |
| Nigeria    | 5   | 5 | 0 | 25 | 0  | +25 | 5   |
| Seychellen | 5   | 4 | 1 | 18 | 7  | +11 | 4   |
| Réunion    | 5   | 3 | 2 | 11 | 14 | −3  | 3   |
| Algerien   | 5   | 2 | 3 | 12 | 13 | −1  | 2   |
| Botswana   | 5   | 1 | 4 | 5  | 20 | −15 | 1   |
| Eswatini   | 5   | 0 | 5 | 2  | 23 | −21 | 0   |

| Nigeria    | 5–0 | Seychellen |
|            |     |            |
| Nigeria    | 5–0 | Algerien   |
|            |     |            |
| Nigeria    | 5–0 | Réunion    |
|            |     |            |
| Nigeria    | 5–0 | Botswana   |
|            |     |            |
| Nigeria    | 5–0 | Eswatini   |
|            |     |            |
| Seychellen | 4–1 | Algerien   |
|            |     |            |
| Seychellen | 4–1 | Réunion    |
|            |     |            |
| Seychellen | 5–0 | Botswana   |
|            |     |            |
| Seychellen | 5–0 | Eswatini   |
|            |     |            |
| Algerien   | 2–3 | Réunion    |
|            |     |            |
| Algerien   | 5–0 | Botswana   |
|            |     |            |
| Algerien   | 5–0 | Eswatini   |
|            |     |            |
| Réunion    | 4–1 | Botswana   |
|            |     |            |
| Réunion    | 4–1 | Eswatini   |
|            |     |            |
| Botswana   | 4–1 | Eswatini   |
|            |     |            |

### Endrunde
|  | Halbfinale | Halbfinale | Halbfinale |  |  | Finale | Finale    | Finale |
|  |            |            |            |  |  |        |           |        |
|  |            |            |            |  |  |        |           |        |
|  |            | Südafrika  | 3          |  |  |        |           |        |
|  |            | Seychellen | 0          |  |  |        |           |        |
|  |            |            |            |  |  |        | Südafrika | 3      |
|  |            |            |            |  |  |        | Nigeria   | 1      |
|  |            | Mauritius  | 2          |  |  |        |           |        |
|  |            | Nigeria    | 3          |  |  |        |           |        |
|  |            |            |            |  |  |        |           |        |